# 朱翊鉅 (淮王)
朱翊鉅（16世纪？—1616年）（一作朱翊𨨣），是明朝淮順王朱載堅的儿子。
1595年，朱載堅死后，1598年朱翊鉅繼承父亲的王位。翊鉅未当王之前，与一妓女王爱亲昵，袭位后，让她冒充妾额入王宫，令抚养庶子朱常洪为子，陈妃与世子朱常清都失宠，翊鉅密谋易嫡。御史陈王道以理劝说淮王，被赶出至外舍。朱常洪遂与宗人族叔朱翊銂等密谋，夜入王宫，偷盗册宝、资货出来。官员上奏万历皇帝，王爱被除死，勒令朱常洪自尽，朱翊銂等削宗室籍、永远禁锢，夺翊鉅四年俸禄。1616年，朱翊鉅薨。朱常清袭位。
| 前任者： 父順王朱載堅 | 明淮國國王 1598年－1616年 | 繼任者： 子朱常清 |